# Crustodontia chrysocreas
Crustodontia chrysocreas är en svampart som först beskrevs av Berk. & M.A. Curtis, och fick sitt nu gällande namn av Hjortstam & Ryvarden 2005. Crustodontia chrysocreas ingår i släktet Crustodontia, ordningen Polyporales, klassen Agaricomycetes, divisionen basidiesvampar och riket svampar.   Inga underarter finns listade i Catalogue of Life.